# Муниципальное образование «Русские Янгуты»
Муниципальное образование «Русские Янгуты» — муниципальное образование со статусом сельского поселения в 
Осинском районе Иркутской области России. Административный центр — Русские Янгуты.

## Демография
По результатам Всероссийской переписи населения 2010 года 
численность населения муниципального образования составила 1349 человек, в том числе 667 мужчин и 682 женщины.

## Населенные пункты
В состав муниципального образования входят населенные пункты
- Русские Янгуты
- Грязнушка
- Марковка
- Прохоровка
- Чупровка[2]